# Uneasy Listening Vol. 2
Uneasy Listening Vol. 2 – trzeci album kompilacyjny fińskiego zespołu rockowego HIM zawierający wcześniej nieopublikowane dema i remiksy popularnych utworów grupy, oraz kilka nagrań z koncertu w Turku.
W Polsce został wydany 24 kwietnia 2007 roku.

## Lista utworów
1. Buried Alive By Love (616 Version)
2. Rendezvous With Anus (El Presidente Version)
3. Sigillum Diaboli
4. I Love You (Joffa Bond – We Miss Ya)
5. The Beginning Of The End (Remix)
6. Again (Hollola Version)
7. Wicked Game (Live in Turku – 2002)
8. Soul On Fire (Remix)
9. Beautiful (Hollola Tapes)
10. Endless Dark (616 Version)
11. Hand Of Doom (Live In Turku – 2002)
12. Right Here In My Arms (Live In Turku – 2002)
13. Sail On (Live In Turku – 2002)
14. Pretending (Cosmic Pope Version)